# Oscar Asahel González
Oscar Asahel González (León, Guanajuato; 28 de febrero de 2000) es un futbolista mexicano; juega como portero y su equipo actual son los Alebrijes de Oaxaca de la Liga de Expansión MX.

## Trayectoria
Formación en Club León
Canterano del León, paso por varias categorías desde la sub-17 hasta el equipo premier.

### Mineros de Zacatecas
En 2019 llega a Mineros de Zacatecas, debutando el 8 de octubre de 2020 ante Alebrijes de Oaxaca.
Posteriormente empezó a lograr afianzarse en la titularidad del equipo.